# Persicaria kawagoeana
Persicaria kawagoeana är en slideväxtart som först beskrevs av Tomitaro Makino, och fick sitt nu gällande namn av Takenoshin Nakai. Persicaria kawagoeana ingår i släktet pilörter, och familjen slideväxter. Inga underarter finns listade i Catalogue of Life.